# Flughafen Nevşehir-Kapadokya

i8
i11
i13
Der Flughafen Nevşehir-Kapadokya, auch Flughafen Nevşehir oder Flughafen Kapadokya (türkisch Nevşehir Kapadokya Havalimanı, auch Kapadokya Havalimanı oder Nevşehir Havalimanı, IATA-Code: NAV, ICAO-Code: LTAZ) ist ein türkischer Flughafen nahe der Stadt Nevşehir. Er wird durch die staatliche DHMİ betrieben.

## Flughafengelände
Der Flughafen wurde 1998 dem Betrieb übergeben, wird ausschließlich zivil genutzt und ist als internationaler Flughafen klassifiziert. Er verfügt über einen Terminal mit einer Kapazität von 1.500.000 Passagieren im Jahr und eine befestigte Start- und Landebahn, welche mit einem Instrumentenfluglandesystem (ILS) ausgestattet ist. Das betonierte Vorfeld hat eine Größe von 240 × 120 Meter und kann fünf Verkehrsflugzeuge aufnehmen. Darüber hinaus finden sich eine VIP-Lounge, Cafés und eine Medizinstation.
Die ihm zugeordnete Stadt Nevşehir liegt etwa 30 Kilometer entfernt. Sie ist mit Taxi, Privatwagen oder Flughafenbus zu erreichen. Vor dem Terminal gibt es einen Parkplatz für 400 Autos.

## Fluggesellschaften und Ziele
Es werden nur Inlandziele bedient.